# Golliwogg's Cakewalk

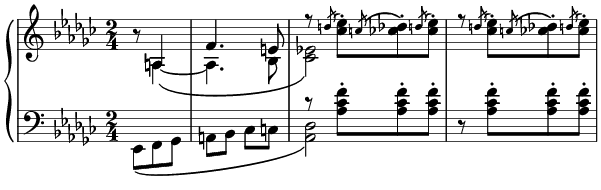
Tristancitatet

Golliwogg's Cakewalk är sista satsen av pianosviten Children's corner från 1908 av Claude Debussy. Huvudmelodin i stycket hörde Debussy under ett uppehåll i London, där den spelades av Grenadier Guards. Som bakgrund till stycket lär han enligt egen utsago ta tänkt sig varietéförlustelser och dylikt omkring sekelskiftet 1900.
I mellanpartiet hör man flera gånger tydligt "kärleksdrycksmotivet" ur Tristan och Isolde (det första motivet i förspelet) följt av ett slags skratt. Det berättas att Debussy satte in motivet här för att han hade slagit vad med en vän att han skulle få honom att le åt ett av Wagners vackraste motiv.